# Ньянзу, Танги
Ньянзу́ Танги́ Ости́н Куасси (фр. Nianzou Tanguy-Austin Kouassi; 7 июня 2002) — французский футболист, защитник испанского клуба «Севилья».

## Клубная карьера
Уроженец Парижа, Куасси выступал за молодёжные команды «Эпине Атлетико», «Сенар-Муасси» и «Пеи-де-Фонтенбло». В 2016 году стал игроком футбольной академии «Пари Сен-Жермен».
7 декабря 2019 года дебютировал в основном составе ПСЖ в матче французской Лиги 1 против «Монпелье».
1 июля 2020 года перешёл в «Баварию» на правах свободного агента и подписал свой первый профессиональный контракт.
17 августа 2022 года, подписал контракт с «Севильей»; сумма трансфера составила 16 млн евро и 4 млн евро бонусами.   

## Карьера в сборной
Выступал за сборные Франции до 16, до 17, до 18, до 20 лет и до 21 года. 
В 2019 году в составе сборной Франции до 17 лет сыграл на чемпионате Европы (4 место) и чемпионате мира (3 место).

## Достижения
«Пари Сен-Жермен»
- Чемпион Франции: 2019/20

«Бавария»
- Чемпион Германии (2): 2020/21, 2021/22
- Обладатель Суперкубка Германии: 2021

«Севилья»
- Победитель Лиги Европы: 2022/23

Сборная Франции (до 17 лет)
- Бронзовый призёр чемпионата мира (до 17 лет): 2019